# فيريتو (بافيا)
فيريتو (بالإيطالية: Verretto)‏ هي بلدة تقع في مقاطعة بافيا بإقليم لومبارديا في شمال إيطاليا. تبلغ مساحة هذه المدينة 2.7 (كم²)، وترتفع عن سطح البحر 74 م، بلغ عدد سكانها 328 نسمة في عام 2004 حسب إحصاء المعهد الوطني للإحصاء.

## السكان
في سنة 1861 بلغ عدد السكان 513 نسمة، وتطور العدد ليصل في سنة 2011 لـ 386 نسمة.
يظهر هذا المخطط البياني تطور النمو السكاني لـ فيريتو (بافيا)

## وصلات خارجية
- الموقع الرسمي